# Polonismus
Als Polonismus bezeichnet man Begriffe und Wörter aus der polnischen Sprache, die den Weg in andere Sprachen gefunden haben. Ein solcher Einfluss äußerte sich in der Übernahme von Wörtern aus der polnischen Sprache vor allem in ostslawische Sprachen (belarussisch, ukrainisch, russisch) und ins Deutsche.

## Beispiele von Polonismen im Deutschen
- Grenze (von mittelhochdeutsch grenize, greniz)[1] – von altpoln. granica, grańca
- Gurke[1] – von altpoln. ogórek
- dalli – von poln. dalej („weiter“)
- Ogonek – deutsch Schwänzchen
- Rendzina – von poln. Rędzina[2]
- Rotmistrz – Rittmeister
- Stieglitz (poln. szczygieł), Zeisig (poln. czyżyk) und andere Vogelarten[3]
- Säbel (von mhd. sabel) – wahrscheinlich über das polnische szabla[1]
- die Pferderasse Konik – deutsch Pferdchen